# Пільцер Марія Людвігівна
Марія Людвігівна Пільцер (нар. 27 листопада 1912, Нижня Грибівниця — пом. 21 березня 1976, Ужгород) — українська радянська театральна акторка; заслужена артистка УРСР з 1965 року.

## Біографія
Народилася 27 листопада 1912 року в селі Нижній Грибівниці (тепер у складі смт Чинадієва Мукачівського району Закарпатської області України). У 1934—1936 роках навчалася в драматичній школі в Ужгороді. У 1937—1938 роках — акторка Національного театру в Празі, у 1946—1976 роках — в Закарпатському українському музично-драматичному театрі, однією з засновників якого вона була.
Померла в Ужгороді 21 березня 1976 року. Похована разом з чоловіком, режисером Гнатом Ігнатовичем, на цвинтарі «Кальварії». На могилі у 1981 році встановлений надгробок (андезит, бетон). Могила є пам'яткою історії Ужгорода згідно рішення ОВК № 139 від 21 травня 1985 року.

## Ролі
Виконала ролі:
- Маруся («Маруся Богуславка» Михайла Старицького);
- Варка («Безталанна» Івана Карпенка-Карого);
- Оксана («Загибель ескадри» Олександра Корнійчука);
- Катерина («Гроза» Олександра Островського);
- Соколова («Останні» Максима Горького);
- Надія Крупська («Більшовики» Михайла Шатрова);
- Ламбріні («Острів Афродіти» Алексіса Парніса).